# Peter Rohde (Ingenieur)
Max Peter Rohde (* 27. November 1940 in Prag; † 9. August 2015 in Wiesbaden) war ein deutscher Ingenieur.

## Leben
Nach dem (sehr guten) Abitur arbeitete Rohde ein Jahr als Bergbaubeflissener im Untertagebau. Im Wintersemester 1959/60 begann er an der Georg-August-Universität Göttingen Geologie und Betriebswirtschaft zu studieren. Er wurde im Corps Saxonia Göttingen aktiv. Nach einer zusätzlichen  Partie erhielt er Ende 1960 auch das Band des Corps Pomerania Greifswald. Als Inaktiver wechselte er an die Bergakademie Clausthal, die  TH Berlin und die Colorado School of Mines. Als Diplom-Ingenieur und Engineer of Mines wurde er 1967 in Clausthal zum Dr.-Ing. promoviert. Eine Zeitlang war er wissenschaftlicher Assistent an der Bergakademie Clausthal. Von dort wechselte er zu einem Essener Bergbauunternehmen. Als Assistent des Vorstands erlebte er die Vorbereitung zur Gründung der  Ruhrkohle AG. Vorübergehend bei den Saarbergwerken, saß er von 1982 bis 1995 im Vorstand der Ruhrkohle AG. In den letzten sechs Jahren seiner Berufstätigkeit war er Vorstandsvorsitzender der  Dyckerhoff AG in Wiesbaden. 
Seit 2001 im Ruhestand, widmete Rohde sich vielfältigen ehrenamtlichen Aufgaben. Im Johanniterorden seit 1990 war er sechs Jahre Ordensschatzmeister. Er war Mitgründer und Vorstand der Hasso und Katharina v. Etzdorf Stiftung. Die Trauerfeier war in der Marktkirche (Wiesbaden).
Rohde war Sohn eines Greifswalder Pommern. Verheiratet war er seit 1971 mit Elisabeth geb. von Menges, Tochter von Dietrich Wilhelm von Menges. Seine drei Söhne sind Göttinger Sachsen.

## Ehrungen
- Ehrenmitglied des Corps Saxonia Göttingen (1994)
- Ehrenkommendator des Johanniterordens
- Ehrenbürger der Universität Duisburg-Essen[7]